# 隠修士聖パウルス
『隠修士聖パウルス』（いんしゅうしせいパウルス、伊: San Paolo eremita、英: Saint Paul the Hermit）、または『カラスに食物を与えられる隠修士聖パウルス』（カラスにしょくもつをあたえられるいんしゅうしせいパウルス、伊: San Paolo primo eremita nutrito dal corvo）は、イタリア・バロック絵画の巨匠グエルチーノが1652-1655年にキャンバス上に油彩で制作した絵画。

## 解説
ザンベッカーリ・コレクションに由来し、現在、ボローニャ国立絵画館に所蔵されている。伝記作者カルロ・チェーザレ・マルヴァジーアによれば、本作はグエルチーノが自宅の装飾のために『悔悛するマグダラのマリア』 (ボローニャ国立絵画館)、『洗礼者聖ヨハネ』 (個人蔵)、『聖ヒエロニムス』 (複製のみ現存) とともに描いた作品である。

## 作品
マルヴァージアが情報源としているグエルチーノの「勘定帳」には、本作と上記3点の作品に関する記載が見られない。このことは、4作品が注文によるものではなく画家自身のための私的な作品であったとする見解を裏づける。

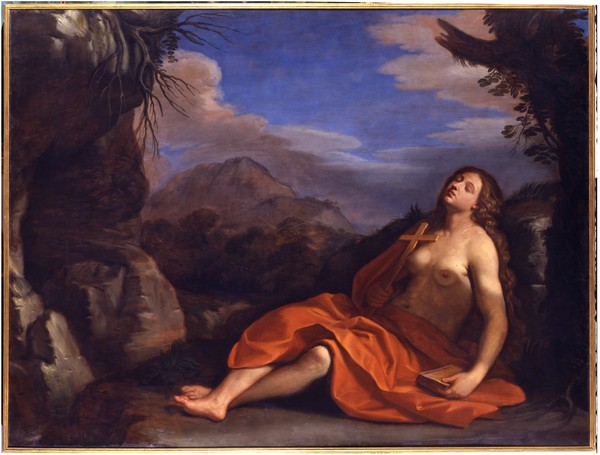
グエルチーノ『悔悛するマグダラのマリア』 (1652-1655年)、ボローニャ国立絵画館

これらの絵画がどこに、どのような配置で掛けられたのかについては一切資料が残されていない。しかし、連作として構想されたことは確かであろう。4点はいずれもほぼ同じサイズの横長のキャンバスに描かれ、風景と青空を背景に聖人が唯一の人物として登場する。また、聖人たちはいずれも荒野で禁欲的な隠遁生活を送ったことで知られ、主題的に相関が認められるのは明らかである。
聖パウルスはエジプトのテーベの出身で、ローマ皇帝の迫害を避けて砂漠に逃れた。そして、60年間、洞窟を住処として孤独のうちに禁欲と瞑想の生活を送ったとされる。彼のもとには毎日、黒い鳥が飛んできてパンを届けたという伝承がよく知られており、本作の場面にはその情景が表されている。長く白いひげを生やしたパウルスは、石積みの祭壇に置かれた書物から顔を上げ、背後を振り返ったところである。彼が伸ばした右手の先には、パンをくわえた鳥が見える。